# Хунтайджи
Хунтайджи (на монголски: хун тайж ᠬᠤᠩ
ᠲᠠᠶᠢᠵᠢ; на китайски: 浑台吉) е монголска феодална титла от XIV век, грубо превеждаща се от китайски като „кронпринц“. Първоначално носи същото значение и на монголски и е давана само на потомците на Чингис хан. Според монголската традиция ханът няма право да назначава наследника си, като той следва да бъде избран от курултай след смъртта на хана. Кубилай хан обаче нарушава тази традиция и провъзгласява втория си син Чингим за свой наследник. След като Чингим умира през 1286 г., титлата на кронпринц е поета от третия му син Темур през 1293 г. Въпреки това Темур никога не бива официално признат за кронпринц и негов наследник, а статутът му такъв е потвърден на курултай едва след смъртта на Кубилай.
През 30-те години на XVII век владетелят на джунгарите е провъзгласен за хунтайджи от Далай Лама. След това титлата е приета от джунгарския владетел Цеван Дорджи, син на Галдан Церен. С нарастването на влиянието на джунгарите титлата също става все по-важна. Към средата на XVIII век тя се счита за по-висша от тази на хана сред ойратите.